# Lychnis wilfordii
Lychnis wilfordii (Regel) Maxim. – gatunek rośliny z rodziny goździkowatych (Caryophyllaceae Juss.). Występuje naturalnie w północnej części Japonii, w Korei Północnej, Rosji (wschodnia Syberia) oraz północnych Chinach (w prowincji Jilin). 

## Morfologia
PokrójBylina dorastająca do 45–100 cm wysokości. Pędy są owłosione.
LiścieSiedzące. Mają kształt od owalnie lancetowatego do lancetowatego. Mierzą 3–12 cm długości oraz 1–2,5 cm szerokości.
KwiatySą zebrane w gęste wierzchotki, rozwijają się na szczytach pędów. Kielich ma lejkowaty kształt i dorastają do 15–20 mm długości. Płatki mają czerwoną barwę, są dwudzielne i osiągają do 20–40 mm długości.
OwoceTorebki o jajowatym kształcie. Osiągają 10 mm długości.

## Biologia i ekologia
Rośnie na łąkach, skrajach lasów oraz brzegach rzek. Występuje na wysokości do 1200 m n.p.m. Kwitnie od czerwca do lipca.